# 尉庄乡
尉庄乡，是中华人民共和国山西省临汾市乡宁县下辖的一个乡镇级行政单位。

## 行政区划
尉庄乡下辖以下地区：
尉庄村、天池村、东沟门村、曲子村、山水村、蒿圪垛村、桐上村、张家塔村、会节头村、吉家原村、韩家塔村、堡子村、坪头村、柏坡村、加凹村、店淹村、枣庄村、仁义村、南嶂村、马子原村和周仓原村。